# Dicomano
Dicomano é uma comuna italiana da região da Toscana, província de Florença, com cerca de 5.139 (30 de junho de 2004) habitantes. Estende-se por uma área de 61 km², tendo uma densidade populacional de 81 hab/km². Faz fronteira com Londa, Marradi, Pontassieve, Rufina, San Godenzo, Vicchio.

## Demografia
| Variação demográfica do município entre 1861 e 2011                               |
|                                                                                   |
| Fonte: Istituto Nazionale di Statistica (ISTAT) - Elaboração gráfica da Wikipedia |